# Angelo Vidoletti
Angelo Vidoletti (Varese, 11 marzo 1920 – Ivanovskoe, 25 dicembre 1941) è stato un militare italiano, decorato con la medaglia d'oro al valor militare alla memoria durante la seconda guerra mondiale.

## Biografia
Studente dell'Università Cattolica di Milano, abbandonò gli studi per partecipare alla seconda guerra mondiale. Presente in Jugoslavia e successivamente inviato in Unione Sovietica col 3º Reggimento bersaglieri, venne fucilato insieme ai superstiti del XVIII battaglione dopo essere stato fatto prigioniero al termine della battaglia di Natale del 1941.
A lui la città di Varese ha dedicato una scuola media.